# Alexander Ross Clarke
Alexander Ross Clarke (Reading, 16 dicembre 1828 – Strathmore, Reigate, 11 febbraio 1914) è stato un militare e geodeta inglese, noto per i suoi studi sulla forma della Terra.

## Biografia
Clarke nacque il 16 dicembre 1828 a Reading, nel Berkshire, nell'Inghilterra sud-orientale. Trascorse la sua infanzia nella colonia britannica della Giamaica, ove si erano trasferiti i suoi genitori, fino a quando la sua famiglia tornò in Inghilterra.  Il 1º ottobre 1847 si arruolò nell'esercito britannico e fu assegnato al corpo dei Royal Engineers. Qui studiò presso la scuola di ingegneria militare di Chatham nel Kent. Nel 1849 venne promosso tenente e nel 1850 venne assegnato all'Ordnance Survey, cioè all'agenzia incaricata per il servizio cartografico di stato, a Southampton, ove restò quasi ininterrottamente fino al 1881. Nel 1855 Clarke venne nominato capo dei Dipartimento di trigonometria e livellazione geometrica della Ordnance Survey. Nel 1861 venne promosso capitano e l'anno seguente divenne membro della  Royal Society. Nel 1866 egli descrisse un nuovo ellissoide di riferimento, conosciuto come Clarke 1866 che risultò particolarmente adatto per la modellazione del territorio del Nord-america.
Dopo questo lavoro sull'ellissoide Clarke ricevette numerosi riconoscimenti nazionali ed internazionali: nel 1868 venne eletto membro corrispondente dell'Accademia Imperiale delle Scienze russa, nel 1870 fu nominato membro dell'Ordine del Bagno e nel 1871 fu eletto membro onorario della Cambridge Philosophical Society.
Parallelamente Clarke ebbe anche diverse promozioni nei Royal Engineers: Maggiore nel 1871, Tenente colonnello nel 1872 e Colonnello nel 1877.
Nel 1880 Clarke pubblico il suo lavoro più famoso: Geodesy, che era un trattato completo sulla materia in cui pubblicò anche i risultati di un suo secondo studio sull'ellissoide di riferimento noto come Clarke 1880.
Dopo la promozione a colonnello, ed i riconoscimenti internazionali, Clarke pensava di poter diventare a pieno titolo direttore dell'Ordnance Survey, invece siccome aveva passato 27 anni in patria, gli venne ordinato un trasferimento all'estero. Clarke, indignato per questa richiesta, presento le proprie dimissioni e lasciò l'esercito il 1º ottobre 1881.
Nell'ottobre 1883 Clarke venne nominato delegato britannico alla Conferenza geodetica di Roma e nel 1884 venne nominato membro britannico dell'Associazione Internazionale di Geodesia.
Nel 1887 Clarke	ricevette la medaglia d'oro dalla Royal Society per i suoi studi geodetici e nel 1888 venne rieletto Fellow della Royal Society, ed esentato dal pagamento della quota annuale di partecipazione.